# القذاذفة
قبيلة القذاذفة هي قبيلة عربية ليبية تقيم في سرت وسبها وتشاد.

## النسب
يرجع نسب قبيلة القذاذفة إلى جد أعلى اسمه موسى ولذلك فهي تعرف بين العرب إلى جانب مسمى القذاذفة بمسمى أولاد موسى، وكان جدهم المعروف بـ عمرو قذاف الدم وهو ولي صالح، أو مرابط حسب النظرة الشعبية، مقيما بشكل دائم، أو لبعض الوقت بمنطقة العربان، في نواحي غريان حيث ادركته الوفاة، ولا يزال قبره هناك في مناطق قبيلة البريكات إلى الآن وقد نزحت قبيلة القذاذفة من غريان إلى سهول سرت قبل ما يزيد عن 300 عام حيث لا زالت مضارب نجوعهم حتى الآن إلا أن جزءاً منهم هاجر إلى تشاد عقب الاحتلال الإيطالي ثم عادوا ليقيموا في فزان التي ما زالوا موجودين بها إلى الآن.
و تعتبر القذاذفة داخلة في الحلف القبلي المعروف بـ الصف الفوقي أو صف أولاد سليمان تحت الزعامة الطويلة والاكيدة لآل سيف النصر الذين كان القذاذفة على الدوام موالين لهم وفي صميم عصبتهم.

## بيوت القذاذفة
تنقسم قبيلة القذاذفة من الداخل إلى:
- العمور (أولاد عمر) وهو أكبر بيت من بيوت القذاذفة وينقسم إلى فرعين رئيسين أولاد خلف الله وأولاد عمرو

أ_أولاد خلف الله هم:
1_السواودة (السوالم القواسم الجفافلة القعص)
2_المجدب (القحوف الحوامد)
ب_أولاد عمرو هم:
1_امحمد اصنان (الغزازلة والقضاورة \ الفروج (حمد اقفيفة))
2_الجيار
3_بيت عمر الصغير (التوامة والزرق والدرابشة وعيت الحاج عمر وأولاد حمد)
4_بيت الصفر في مصر
- القحوص (وهم الذين ينتمي لهم العقيد معمر القذافي)
- الوملة
- الخطرة
- الطرشان
- الحمادين وهو أأراضي ت

## أراضي قبيلة القذاذفة
بكون القذاذفة كانت قبيلة بدوية بامتياز، وتعتمد في حياتها على الإبل، ورغم أن كل القبائل المتحالفة في صف آل سيف النصر تتشارك في العادة نفس المناطق، وتتبع منابت الكلأ، ومساقط المطر بتكافلية كبيرة، إلا أنه لكل قبيلة أرضها، ولا ترعى إبلها في منطقة القبيلة الأخرى إلا بإذنها أو بإذن من الشيوخ وهم آل سيف النصر.
و تعتبر من مناطق القذاذفة الرئيسية:
- وادى الحنيوة
- وادى تلال
- وادي بوهادي

## التاريخ السياسي
الصراع الداخلي
شارك القذاذفة على الدوام في كل الصراعات التي خاضتها قبائل أولاد سليمان، سواء ضد القبائل العربية الأخرى المعادية لهم، أو ضد الصفوف القبلية المعادية، وأهمها صف البحر، وهو مكون من القبائل العربية القريبة من الساحل، والموالية تقليديا للأتراك والقرمانليين.
الصراع مع الأتراك
شارك القذاذفة في كل الصراعات والمعارك التي نشبت بين قبائل أولاد سليمان ومن في صفها، ضد الولاة الأتراك المتعاقبين، الذين حاولوا كثيرا مد سلطتهم الفعلية إلى الدواخل، ولا سيما إلى طرق القوافل القادمة من أفريقيا والتي كانت أهميتها الاقتصادية كبيرة في ذلك الزمن.
كما أن إقليم سرت الذي تتربع فيه هذه القبائل، يعتبر من أهم الأقاليم الليبية على الصعيد الجيوبولتكي، بكونه يربط بين كافة أقاليم البلاد، شرقها وغربها وجنوبها، وكانت للسيطرة عليه أهمية بالغة للغاية.
و لذا كان صراع القذاذفة، مع باقي القبائل المتحالفة في الصف الفوقي، طويلا للغاية ضد الأتراك، بدأ منذ مجيئهم لهذه البلاد باستيلائهم على طرابلس عام 1551، ولم ينته بخروجهم ومجيئ الإيطاليين وكانت لحروب الشيخ سيف النصر بن غيث 1760-1805 وكذلك حروب حفيده الشيخ عبد الجليل بن غيث سيف النصر ؟؟18-1842 ضد السلطات التركية المتاعقبة، بالغ الأثر في تاريخ القذاذفة.
الجهاد ضد الغزو الإيطالي
تعتبر مشاركة قبيلة القذاذفة من المشاركات المتميزة، في حركة الجهاد الليبي، وهي في جانب منها تعتبر امتداد لصراع قبائل الصف الفوقي، ضد الاستبداد والسيطرة الأجنبية.
كما شارك القذاذفة في زمن الأتراك مع قبائل أولاد سليمان ومن في صفهم، ضد الغزو الإيطالي الفاشي، واشتبكوا مع الإيطاليين في معارك عديدة، دفاعا عن إقليم هذه القبائل، ولعل أهمها معركة القرضابية المجيدة 29أبريل 1915.
والتي كان لصفهم القبلي مشاركة بارزة للغاية فيها، ويعتبر قائدهم حمد بن سيف النصر، هو القائد الفعلي للمعركة، وحيث يذكر أن حمد سيف النصر لا يدخل معركة إذا لم يكن بجانبه القذاذفة وذلك لشجاعتهم ومايمتازون به من مهارات في القنص بالبنادق.
كما شارك القذاذفة ودائما تحت قيادة عبد الجليل بن غيث بن سيف النصر، أو شقيقه حمد، في معارك الصف المذكور ضد الإيطاليين، في معارك كثيرة، أبرزها الحشادية، وبير تاقرفت، والهروج، وقارة عافية، وأبو نجيم، وام الارانب، والشويرف، والفاتية، وواو الكبير، والكفرة، والتي تتوزع تواريخها منذ بداية الاحتلال وحتى العام 1930م، حين تلقت هذه القبائل هزيمة قاسية، من قبل المحتلين تحت قيادة الجنرال رودلفوا قرتسياني، حيث فاجئوهم بقصف بالطائرات، في معركة واو الكبير، على مقربة من الحدود الليبية-التشادية، بعد معارك كر وفر، استمرت لعشرين عاما، هي عمر حركة الجهاد في ليبيا.
و كان من نتائج هذه المعركة تقطع، وجلاء بطون كثيرة، من قبائل الصف الفوقي، إلى تشاد ومصر فرارا من ملاحقة الجيوش، والطائرات الإيطالية.
معركة مرزق
تعتبر معركة مرزق، آخر معركة حقيقية في حركة الجهاد الليبي، حيث أنها جرت فعليا بعد انتهاء حركة الجهاد عمليا، وقد جرت من خلال هجوم جريء قاده الشيخ عبد الجليل بن سيف النصر في بداية أربعينيات القرن العشرين، انطلاقا من مصر وعبر الصحراء، ليستهدف الحامية الإيطالية بمرزق بإقليم فزان، وقد حقق هذا الهجوم صدى كبير، في أوساط القبائل العربية لجرأته ومداه، وبكونه حصل بعد انطفاء جذوة الجهاد بما يصل لعشر سنوات، وقد كان لقبيلة القذاذفة مساهمة فيه.
حملة التحرير
شاركت قبيلة القذاذفة في حملة التحرير التي قامت بها قبائل الصف الفوقي، انطلاقا من الأراضي التشادية، باتجاه إقليم فزان تحت قيادة الشيخ حمد بن سيف النصر، وبدعم كبير من القوات الفرنسية، ودول الحلفاء، الذين كانوا يخوضون حرباً عالمية ثانية ضد دول المحور (ألمانيا، إيطاليا) وقد جرت الكثير من معاركها على الأراضي الليبية.
و انتهت تلك الحملة بسيطرة زعماء الصف الفوقي آل سيف النصر على الحكم في إقليم فزان أكبر الأقاليم الليبية.

## مشاهير القذاذفة
ينحدر منها الزعيم الليبي العقيد معمر القذافي، حيث ولد وقضى جزء كبير من حياته المبكرة، في نجوعهم بالبادية، وهو من أولاد نايل من بطن القُحوص، نسبه: معمر بن محمد بن عبد السلام بن حُميد بن أبومنيار بن حُميد بن نايل القُحصي القذافي
وينحدر منها رجل الأعمال الليبي طه محمد بن سليمان وهو من القُحوص